# Kilsby
Kilsby est une paroisse civile et un village du Northamptonshire, en Angleterre.